# Bank Islam Malaysia
The Bank Islam Malaysia (Bank Islam Malaysia Berhad, eller BIMB, numera känd som endast Bank Islam) grundades som Malaysias första islamiska bank den första juli 1983. Banken ägs idag till 40 procent av Dubai Islamic Investment Group och ett partnerskap har inletts med londonbaserade European Islamic Investment Bank Plc (EIIB) i syfte att ge banken tillträde till den växande europeiska muslimska bankmarknaden.